# 마진원
마진원은 한국의 방송 작가이다. 글앤그림미디어에 소속되어 있다.

## 주요 작품

### 드라마
| 연도        | 제목                  | 방송사 | 유형 | 연출           | 비고 |
| ----------- | --------------------- | ------ | ---- | -------------- | ---- |
| 2004        | 마지막 춤은 나와 함께 | SBS    | 주말 | 이승렬         |      |
| 2010        | 나는 전설이다         | SBS    | 월화 | 김형식         |      |
| 2017        | 보이스 시즌 1         | OCN    | 토일 | 김홍선, 김상훈 |      |
| 2018        | 보이스 시즌 2         | OCN    | 토일 | 이승영         |      |
| 2019        | 보이스 시즌 3         | OCN    | 토일 | 남기훈         |      |
| 2021        | 보이스 시즌 4         | tvN    | 금토 | 신용휘, 윤라영 |      |
| 2024 ~ 2025 | 보이스 시즌 5         | tvN    | 토일 |                |      |

### 영화
- 조폭 마누라 3 (2006)
- 두 번째 스물 (2016)